# Ecaterina Iencic-Stahl
Ecaterina Clara Iencic-Stahl (Satu Mare, 31 luglio 1946 – 26 novembre 2009) è stata una schermitrice rumena, specialista del fioretto, vincitrice di due medaglie di bronzo nella scherma ai Giochi olimpici.

## Biografia
Era madre della schermitrice
Cristina Stahl.